# Genesis: Skapelsen och Floden
Genesis: Skapelsen och Floden (originaltitel: Genesi: La creazione e il diluvio) är en tysk-italiensk film från 1994 i regi av Ermanno Olmi. Det är den första filmen ur "Bibelserien".

## Om filmen
- Den enda professionella skådespelaren som var med i filmen var Omero Antonutti. De andra medverkande var den lokala befolkningen och lokala aktörer.
- Trots att denna film inspelades efter berättelsen om Abraham, räknas den som den första delen i Bibelserien.
- Del 1 av 21 i Bibelserien.

## Rollista i urval
- Annabi Abdelialil – Kain
- Omero Antonutti – gammal man/Noa (röst av Paul Scofield)
- Sabir Aziz – Adam
- Haddou Zoubida – Eva
- B. Haddan Mohammed – Abel